# 計數

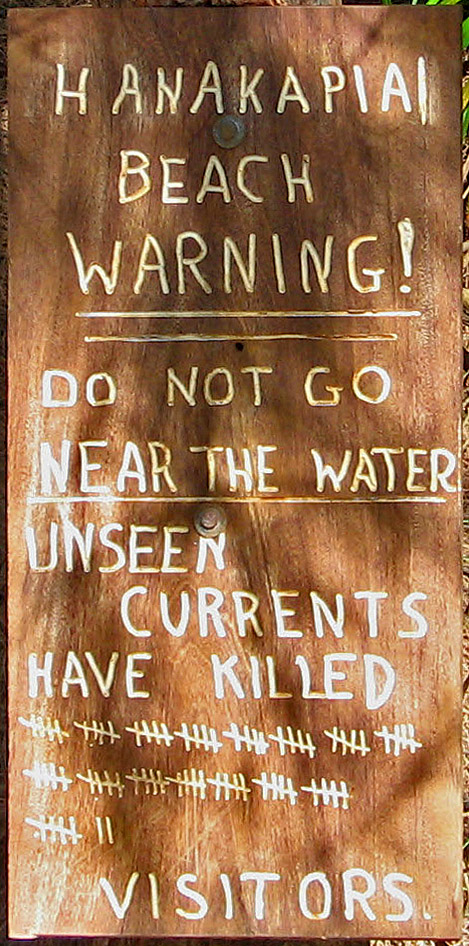
用计数符号计数。

计数（counting）是重複加（或减）“一”或其他“计数单位”的数学行为。日常应用于算出物件有多少个或放置想要之数目个物件（对第一个物件从一算起且将剩下的物件和由二开始的自然数做一对一对应），也就是口语中的“数数”，以区别同音词记数。此外，计数亦可以被（主要是被儿童）使用来学习数字的名称和记数系统的知识。
内含计数通常会使用在计算日曆的天数上。通常，当从星期天开始计数8天：星期一会是「第一天」，星期二为「第二天」，而下一个星期一则会是「第八天」。当内含地计数时，星期天(开始那天)会是「第一天」，而因此下一个星期天则会是「第八天」。例如：法语中两星期为quinze jours（15日），类似地在希腊语（δεκαπενθήμερο）和西班牙语（quincena）也都是以数字15为基。这种习惯也出现在其他的日曆上：在罗马曆上，nones（九）是在ides的八天前；而在西曆中，Quinquagesima（四旬斋前的星期日，有50之意）在復活节的49天前。
计数有时会包括1以外的数字作单位来数；例如，当计数金钱或变化时，或当「加二计数」(2,4,6,8,10,12,...)或「加五计数」(5,10,15,20,15,...)时。即数数的方法原来用一个一个数，改用两个两个数，或五个五个数。
由现今的考古证据可以推测人类计数的历史至少有五万年，促使了数学符号及记数系统的发展。古代文化主要运用计数记录资本或负债等经济资料（称为会计）。

## 参見
- 進位
- 基數
- 組合數學
- 看數和計數
- 計數符號
- 一進位
- 初等算術
- 數學史
- 数
- 记数系统

## 註記
1. ↑  由Howard Eves所着之An Introduction to the History of Mathematics (第6版,1990年)p.9